# Purwajaya (Purwadadi)
Purwajaya is een bestuurslaag in het regentschap Ciamis van de provincie West-Java, Indonesië. Purwajaya telt 4961 inwoners (volkstelling 2010).